# Bartassec
Bartassec – rzeka we Francji, przepływająca przez teren departamentu Lot, o długości 9,4 km. Stanowi dopływ rzeki Lot.